# Krynauw Otto
Krynauw Otto (Distrito Municipal de Nkangala, 8 de octubre de 1971) es un ex–jugador sudafricano de rugby que se desempeñaba como segunda línea.

## Selección nacional
Fue convocado a los Springboks por primera vez en mayo de 1995 para enfrentar a los Stejarii, integró el equipo que enfrentó a los British and Irish Lions durante la gira de 1997 y disputó su último partido en julio de 2000 contra los Wallabies, en éste encuentro sufrió un traumatismo craneoencefálico que lo obligó a retirarse del rugby a la edad de 28 años. En total jugó 38 partidos y marcó 5 puntos, productos de un try.

### Participaciones en Copas del Mundo
Participó de la Copa Mundial de Sudáfrica 1995 donde se consagró campeón del Mundo y Gales 1999.
| Mundial                       | Sede      | Resultado     | PJ | Tries |
| ----------------------------- | --------- | ------------- | -- | ----- |
| Copa Mundial de Rugby de 1995 | Sudáfrica | Campeón       | 3  | 0     |
| Copa Mundial de Rugby de 1999 | Gales     | Tercer puesto | 6  | 0     |

## Palmarés
- Campeón del Torneo de las Tres Naciones 1998.
- Campeón de la Currie Cup de 1991 y 1998.